# Derarimus loebli
Derarimus loebli es una especie de coleóptero de la familia Anthicidae.

## Distribución geográfica
Habita en Indonesia.